# Rubén Glaria
Rubén Oscar Glaría (* 10. März 1948 in Bella Vista, Buenos Aires) ist ein ehemaliger argentinischer Fußballspieler. Auf Vereinsebene für CA San Lorenzo de Almagro und den Racing Club aktiv, nahm er mit der Nationalmannschaft seines Heimatlandes auch an der Fußball-Weltmeisterschaft 1974 in Deutschland teil.
Heute agiert Glaria als Politiker.

## Karriere

### Vereinskarriere
Der 1948 geborene Rubén Glaria startete seine fußballerische Laufbahn im Jahre 1968 beim bonarenser Verein CA San Lorenzo de Almagro. Bereits in seiner ersten Spielzeit bei San Lorenzo gewann er mit der Mannschaft des brasilianischen Trainers Elba de Pádua Lima, in der sich unter anderem Spieler wie etwa Roberto Telch, Rodolfo Fischer oder José Albrecht befanden und die aufgrund ihrer Erfolge den Kosenamen Los Matadores erhielt, die argentinische Meisterschaft. Im Metropolitano-Wettbewerb 1968 gewann man im Finale mit 2:1 gegen Estudiantes de La Plata und konnte die Meisterschaft zum insgesamt vierten Mal ins Estadio Gasómetro holen. Dabei gelang es San Lorenzo de Almagro, die Meisterschaft ohne eine einzige Niederlage zu erringen, woher auch der Spitzname Los Matadores resultiert.
Einen zweiten und dritten Meistertitel konnte Rubén Glaria mit San Lorenzo de Almagro im Jahre 1972 feiern, als sowohl das Torneo Metropolitano als auch das Torneo Nacional siegreich gestaltet werden konnten. Im Metropolitano wurde man Erster mit sechs Punkten Vorsprung auf den Racing Club aus Avellaneda, während ein halbes Jahr später auch das Torneo Nacional durch einen 1:0-Endspielsieg gegen CA River Plate gewonnen wurde. Im Nacional zwei Jahre später erzielte Rubén Glaria noch einen vierten Meistertitel mit CA San Lorenzo de Almagro. Unter Trainer Osvaldo Zubeldía belegte man in der Finalrunde den ersten Rang mit einem Zähler Vorsprung auf Rosario Central und errang somit die argentinische Meisterschaft. Dieser Titelgewinn stellte allerdings zugleich das Ende einer erfolgreichen Ära von CA San Lorenzo de Almagro dar. Der in der Folge von finanziellen Problem geplagte Verein konnte erst 21 Jahre später wieder die Meisterschaft von Argentinien gewinnen.
Rubén Glaria blieb noch bis ins Jahr 1975 bei CA San Lorenzo de Almagro, ehe es ihn nach Avellaneda, einen industriellen Vorort von Argentiniens Hauptstadt Buenos Aires zog, um dort für den Racing Club aktiv zu werden. Im Estadio Presidente Perón spielte Glaria, der auf der Position eines Abwehrspielers zu finden war, noch vier Jahre lang Fußball, ehe er 1979 seine aktive Karriere beendete.

### Nationalmannschaft
1973 und 1974 brachte es Rubén Glaria auf insgesamt neun Einsätze in der argentinischen Fußballnationalmannschaft. Ein Torerfolg gelang ihm hierbei nicht. Von Nationalcoach Vladislao Cap wurde er ins Aufgebot der Südamerikaner für die Fußball-Weltmeisterschaft 1974 in Deutschland berufen. Im Turnierverlauf wurde Rubén Glaria im zweiten Turnierspiel, dem 1:1 gegen Italien in der 60. Spielminute für Enrique Wolff eingewechselt, was sich im ersten Zwischenrundenspiel gegen die Niederlande (0:4) wiederholte. Die 1:2-Niederlage gegen Brasilien erlebte Glaria als Stammspieler, nur um im abschließenden, bedeutungslosen Spiel gegen die DDR die gesamte Partie auf der Ersatzbank zu verbringen.

## Erfolge
- Argentinische Meisterschaft: 4×

Metropolitano 1968, Metropolitano 1972, Nacional 1972 und Nacional 1974 mit CA San Lorenzo de Almagro

## Politik
Später ging Rubén Glaria in die Politik und trat dort erstmals in den 1980er-Jahren als Unterstützer der Präsidentschaftskandidatur von Carlos Menem. Er selbst wurde einige Jahre später Sportminister der Provinz Buenos Aires. Seine politische Haltung ist ein als peronistisch einzuordnen, er war Mitglied der Partido Justicialista, der größten peronistischen Partei Argentiniens und ist gegenwärtiges Mitglied der seit 2003 bestehenden, ebenfalls an dem Regierungsstil Juan Domingo Peróns orientierten Partido Nuevo.